# Нелли Пауэр
Нелли Пауэр (англ. Nelly Power) (10 апреля 1854 — 19 января 1887), настоящее имя Эллен Мария Лингем (англ. Ellen Maria Lingham) — британская певица и популярная исполнительница мюзик-холлов, викторианского бурлеска и пантомимы. Её похороны привлекли от трёх до четырёх тысяч зрителей на кладбище Эбни Парк и ещё большую толпу в начале процессии от её дома.

## Ранняя жизнь
Пауэр родилась 10 апреля 1854 года в Сент-Панкрасе. Была младшей дочерью Артура Лингхэма и Агнес Лингхэм (в девичестве Пауэр). Её отец, железнодорожный служащий, умер менее чем за месяц до её рождения. У неё были две старшие сестры, которые умерли в раннем детстве: Алиса Сара Аделаида (1850—1853) и Агнес (1852—1854). Пауэр выросла вместе со своей матерью, которая вернулась к фамилии Пауэр и пансионером Томасом Шеппардом Джеймсом, который в 1887 году стал вторым мужем её матери.

## Карьера
Начав выступать в мюзик-холле с 8 лет, будучи ученицей миссис Дж. В. Гордон, она появилась на сцене в Gordon’s Music Hall в Саутгемптоне, исполнив две комические песни. Пауэр продолжала петь,  исполняя при этом роли и разработала комический стиль, имитирующий стиль Джорджа Лейборна , который к 15 годам принёс ей известность.
В 1868 году впервые появилась на драматической лондонской сцене, в пантомимной адаптации «Робинзона Крузо» в Суррейском театре. Затем она перешла в Театр водевиля, выступая в качестве главного «мальчика» в ряде бурлескных пьес Роберта Риса и Генри Дж. Байрона: « Дон Карлос», «Элизабет Камаралзаман», «Апельсиновое дерево и шмель», «Самые последние дни жизни», «Помпеи , Ромул и Рем» . За этим последовало ещё одно участие в пантомимах в Суррейском театре и «Друри-Лейн», где в частности в 1881 году она сыграла главную роль в пантомиме «Синдбад-мореход» с Вестой Тилли в роли капитана Тралалы. Она достигла национальной известности в мюзик-холлах своим выступлением, в котором карикатурно изображала денди такими комическими песнями как «La-di-la». Была оригинальной исполнительницей песни «The Boy I Love Is Up in the Gallery», которую для неё написал композитор/автор песни Джордж Уэр.

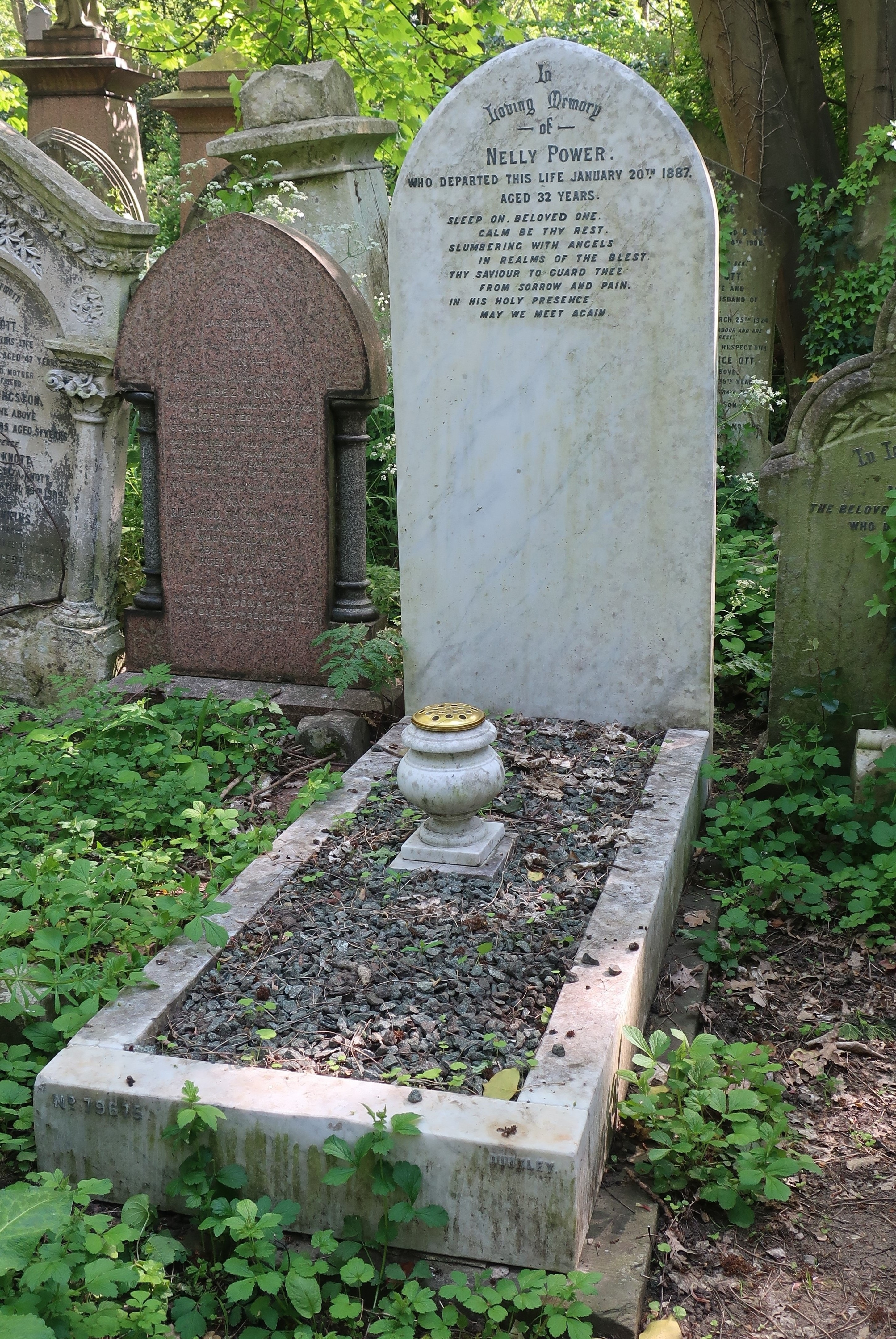
Могила Нелли Пауэр на кладбище кладбище «Эбни Парк»

В 1887 году Пауэр скончалась от плеврита в возрасте 32 лет и похоронена на кладбище «Эбни Парк» в Лондоне. В 2017 году в её бывшем доме на 97 Саутгейт-роуд, Ислингтон театральная благотворительная организация The Music Hall Guild of Great Britain and America установила памятную синюю табличку.